# Stenoxyphellus brachypterus
Stenoxyphellus brachypterus är en insektsart som beskrevs av Willy Adolf Theodor Ramme 1941. Stenoxyphellus brachypterus ingår i släktet Stenoxyphellus och familjen Pyrgomorphidae. Inga underarter finns listade i Catalogue of Life.